# ドクサ
ドクサ（doxa、古希: δόξα）とは、本来、ギリシア語で「考え」を意味する語であり、後に様々な意味で解釈された。クセノパネスをはじめパルメニデスやプラトン等の古代ギリシア哲学者は哲学用語として使用し、またロラン・バルト等は文化批評用語としてこの語を用いた。
日本語では、臆見（おっけん）、思惑（おもわく）、思いなし等と訳され、「思い込み」という意味で理解される場合が多い。

## ギリシア哲学者の用法
プラトンの時代の言説の中に現れるドクサは多様な意味解釈が見られた。世俗的な理解としては、高度に政治的な知の様態として、演説や判断の中に見られる変化や曖昧さ、偶有性を持った特有の形式を指す言葉として用いられていた。イソクラテスは、ドクサを思慮が巡らされた健全な状態かどうかを判断する基準と捉え、その特定の時空間に好機（カイロス）が訪れた時にドクサが有効に発揮され、集団の自己同一性を喚起し、未来へと導くロゴスが発せられる、と主張した。
そのような世俗的ドクサとは別に、存在論を説く哲学者たちは、不可視であり普遍的で継続的な真理の世界の存在を仮定し、その表層として、視覚的であり不安定で流動的な現実世界をドクサの世界として把握した。
プラトン等は、イデアによる学的で理性的な知識であるエピステーメーに対し、それよりも一段階低位となる感覚による知識や知覚・意見をドクサと呼んだ。臆見や臆説などがドクサに該当するためである。

## バルトの用法
ロラン・バルトは、共通の意見あるいは慣例を指すためにこの語を用いた。ある社会の硬直化した価値観であるそれは、芸術家ないし批評家の活力を脅かすので、常に革新あるいはパラドックス ( PARADOX = para + doxa ) によって反撃されなければならない。しかしながらこれは終わりのない過程となる。なぜならばその時々のパラドクス自体が、後の時代の慣例 (CONVENTION) となり、今度はそれが新たな他のパラドクスに取って代わられる運命にあるからである。したがってバルトにとっての理論的な企てとは、自らのドクサに挑戦し、自らを絶えず解体あるいは転覆することにあった。